# Чарлс Бронсон
Чарлс Бронсон (енгл. Charles Bronson; Еренфелд, 3. новембар 1921 — Браунсвил, 30. август 2003) је био амерички глумац, чије је право име Чарлс Денис Бучински. Бронсон је рођен у екстремном сиромаштву у Еренфелду, рударском граду у планинама Алегени у Пенсилванији. Бронсонов отац, рудар, умро је када је Бронсон био млад. Сам Бронсон је такође радио у рудницима све док се 1943. није придружио Ваздухопловним снагама Сједињених Држава да би се борио у Другом светском рату. После службе, придружио се позоришној трупи и студирао глуму. Током 1950-их играо је различите споредне улоге у филмовима и телевизији, укључујући антологијске драмске ТВ серије у којима ће се појавити као главни лик. Пред крај деценије, имао је своју прву главну улогу у филму Митраљез Кели (1958).
Бронсон је имао значајне улоге у филмовима Седморица величанствених (1960), Велико бекство (1963), Проклети посед (1966) и Дванаест жигосаних (1967). На телевизији, Бронсон је био номинован за награду Еми за споредну улогу у епизоди Џенерал електрик позоришта, а наступао је и у многим великим телевизијским емисијама. На крају, глумац Ален Делон (који је био обожаватељ Бронсона) га је ангажовао да заједно са њим игра у француском филму Збогом, пријатељу (1968). Те године је играо једну од главних улога у италијанском шпагети вестерну, Било једном на Дивљем Западу (1968).
Бронсон је наставио да игра главне улоге у разним акционим, вестерн и ратним филмовима снимљеним у Европи, укључујући Јахач на киши (1970), који је освојио награду Златни глобус за најбољи филм на страном језику. На крају се вратио у Сједињене Државе да сними још филмова, радећи са режисером Мајклом Винером. Њихове прве сарадње укључивале су Чатова земље (1972), Плаћени убива (1972) и Камени убица (1973). У овом тренутку, постао је светска звезда број један на благајнама, зарађујући милион долара по филму. Године 1974. Бронсон је глумио у контроверзном филму Последња жеља (који је такође режирао Винер), о архитекти који је постао осветник, улога која је била типична за остатак његове каријере. Већина критичара је филм у почетку оценила као експлоататорски, али је филм постигао велики успех на благајнама и изнедрио четири наставка.
До свог пензионисања крајем 1990-их и смрти 2003. године, Бронсон је играо готово искључиво главне улоге у акционим филмовима, често радећи са режисером Џ. Ли Томпсоном у филмовима као што су Господин Мажестик (1974), Тешка времена (1975), Сент Ивс, (1976), Бели бизон (1977), Телефон (1977) и Убиство (1989). Снимио је низ неакционих телевизијских филмова у којима је често глумио супротан тип улога. У биоскопу је играо у вестерн комедији Од подне до три (1976), и споредну улогу у филму Индијански тркач (1991), драмском филму за који је његов наступ добио добре критике.

## Филмографија
| Улоге Чарлса Бронсона |                              |                             |               |          |
| Година                | Српски назив                 | Изворни назив               | Улога         | Напомена |
| 1951.                 | Сада си у морнарици          |                             |               |          |
| 1951.                 |                              |                             |               |          |
| 1951.                 |                              |                             |               |          |
| 1952.                 |                              |                             |               |          |
| 1952.                 |                              |                             |               |          |
| 1952.                 |                              |                             |               |          |
| 1952.                 |                              |                             |               |          |
| 1952.                 |                              |                             |               |          |
| 1952.                 |                              |                             |               |          |
| 1952.                 |                              |                             |               |          |
| 1952.                 |                              |                             |               |          |
| 1953.                 |                              |                             |               |          |
| 1953.                 |                              |                             |               |          |
| 1953.                 | Кућа од воска                |                             | Игор          |          |
| 1953.                 |                              |                             |               |          |
| 1954.                 |                              |                             |               |          |
| 1954.                 |                              |                             |               |          |
| 1954.                 |                              |                             |               |          |
| 1954.                 | Апач                         |                             |               |          |
| 1954.                 |                              |                             |               |          |
| 1954.                 |                              |                             |               |          |
| 1955.                 |                              |                             |               |          |
| 1955.                 |                              |                             |               |          |
| 1956.                 |                              |                             |               |          |
| 1957.                 |                              |                             |               |          |
| 1958.                 |                              |                             |               |          |
| 1958.                 | Митраљез Кели                |                             |               |          |
| 1958.                 |                              |                             |               |          |
| 1958.                 |                              |                             |               |          |
| 1959.                 |                              |                             |               |          |
| 1960.                 | Седморица величанствених     |                             |               |          |
| 1961.                 |                              |                             |               |          |
| 1961.                 |                              |                             |               |          |
| 1961.                 |                              |                             |               |          |
| 1962.                 |                              |                             |               |          |
| 1963.                 | Велико бекство               |                             | Дени Велински |          |
| 1963.                 |                              | 4 for Texas                 |               |          |
| 1965.                 |                              |                             |               |          |
| 1965.                 |                              |                             |               |          |
| 1966.                 |                              |                             |               |          |
| 1967.                 | Дванаест жигосаних           |                             |               |          |
| 1967.                 |                              |                             |               |          |
| 1968.                 |                              |                             |               |          |
| 1968.                 |                              |                             |               |          |
| 1968.                 | Било једном на Дивљем западу |                             | Хармоника     |          |
| 1969.                 |                              | Lola (Also known as Twinky) |               |          |
| 1969.                 |                              |                             |               |          |
| 1970.                 |                              |                             |               |          |
| 1970.                 |                              |                             |               |          |
| 1970.                 |                              |                             |               |          |
| 1971.                 |                              |                             |               |          |
| 1971.                 |                              |                             |               |          |
| 1971.                 | Чатова земља                 |                             |               |          |
| 1972.                 |                              |                             |               |          |
| 1972.                 | Плаћени убица                |                             |               |          |
| 1973.                 |                              |                             |               |          |
| 1973.                 |                              |                             |               |          |
| 1974.                 |                              |                             |               |          |
| 1974.                 | Последња жеља                |                             |               |          |
| 1975.                 | Десет секунди за бекство     |                             |               |          |
| 1975.                 |                              |                             |               |          |
| 1975.                 | Тешка времена                |                             |               |          |
| 1975.                 | Од подне до три              |                             |               |          |
| 1976.                 |                              |                             |               |          |
| 1976.                 |                              |                             |               |          |
| 1977.                 | Телефон                      |                             |               |          |
| 1977.                 | Бели буфало                  |                             |               |          |
| 1978.                 |                              |                             |               |          |
| 1979.                 |                              |                             |               |          |
| 1980.                 |                              |                             |               |          |
| 1981.                 | Лов до смрти                 |                             |               |          |
| 1982.                 | Последња жеља 2              |                             |               |          |
| 1983.                 |                              |                             |               |          |
| 1983.                 | 10 минута до поноћи          |                             |               |          |
| 1984.                 | Зло у људима                 |                             |               |          |
| 1985.                 | Последња жеља 3              |                             |               |          |
| 1985.                 | Чин освете                   | Act of Vengeance (TV)       |               |          |
| 1986.                 | Марфијев закон               |                             |               |          |
| 1987.                 |                              |                             |               |          |
| 1987.                 |                              |                             |               |          |
| 1988.                 | Гласник смрти                | Messenger of Death          |               |          |
| 1988.                 | Кинџите: Забрањене теме      |                             |               |          |
| 1991.                 | Индијански тркач             |                             |               |          |
| 1994.                 |                              |                             |               |          |